# Akihisa Masuda
Akihisa Masuda (* 2. ledna 1939, Tokio) je japonský fotograf.

## Životopis
Narodil se 2. ledna 1939 v Tokiu. Vystudoval vysokou školu Hjogo Prefectural Ašija a Nihon University College of Art, obor fotografie. Založil fotografickou agenturu Akihisy Masudy.

## Ocenění
- 1983: 33. výroční cena Japonské fotografické společnosti
- 1985: 9. cena Nobua Iny
- 2006: Kulturní cena Japonského architektonického institutu

## Fotografické cykly
- Japonská architektura (Meidži, Taišo, Šowa) (celkem 10 svazků) (Sanseido)
- "Architektonický detektiv Tozansai" (Asahi Šimbun)
- "Japonský dům v západním stylu" (6 svazků) (Kodanša)
- "Fotografie architektury" (Hakuageša)